# Liste des gratte-ciel de l'agglomération de Vancouver
Vancouver est l'agglomération du Canada qui compte le plus de gratte-ciel après Toronto.
En 2020 l'agglomération qui comprend les villes de Surrey, Burnaby, Coquitlam compte plus de 100 gratte-ciel d'une hauteur supérieure ou égale à 100 mètres. Les autorités de la ville ont fait le choix de densifier la ville en autorisant les constructions en hauteur.
En 2018, la liste des gratte-ciel de 105 mètres de hauteur et plus, de l'agglomération du Grand Vancouver est la suivante :

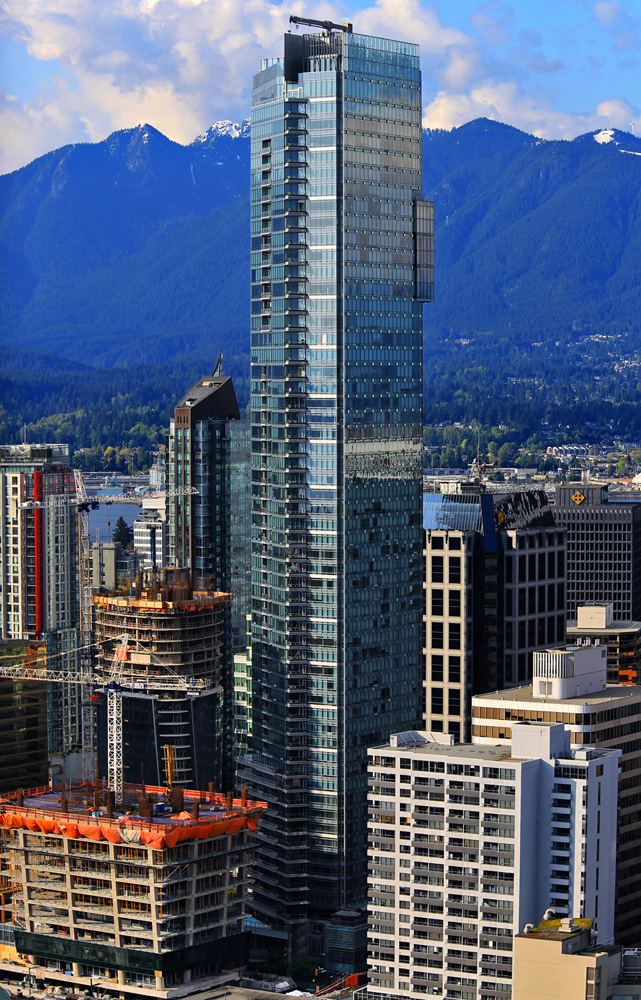
Living Shangri-La

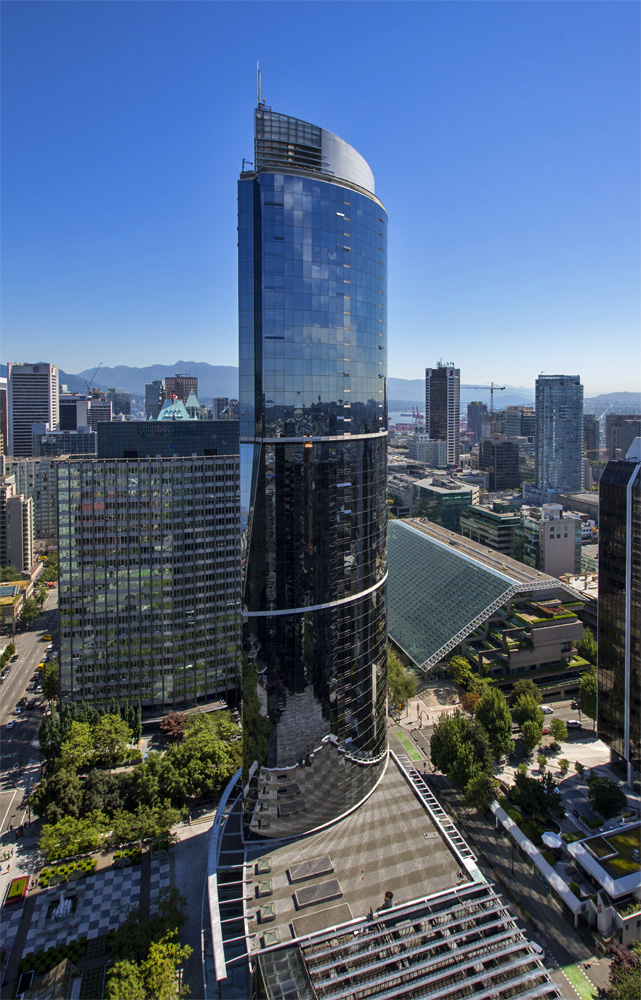
One Wall Centre

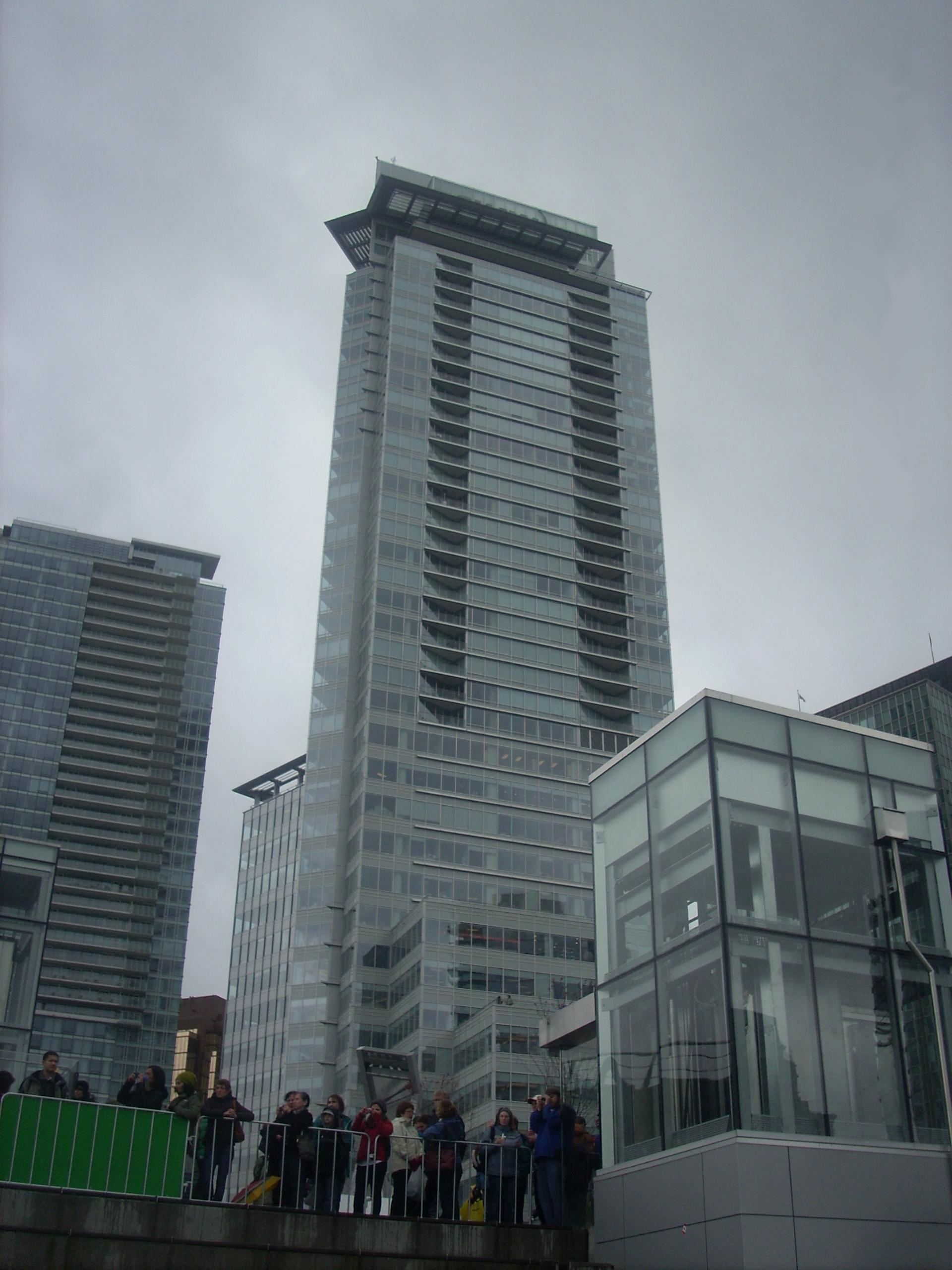
Shaw Tower

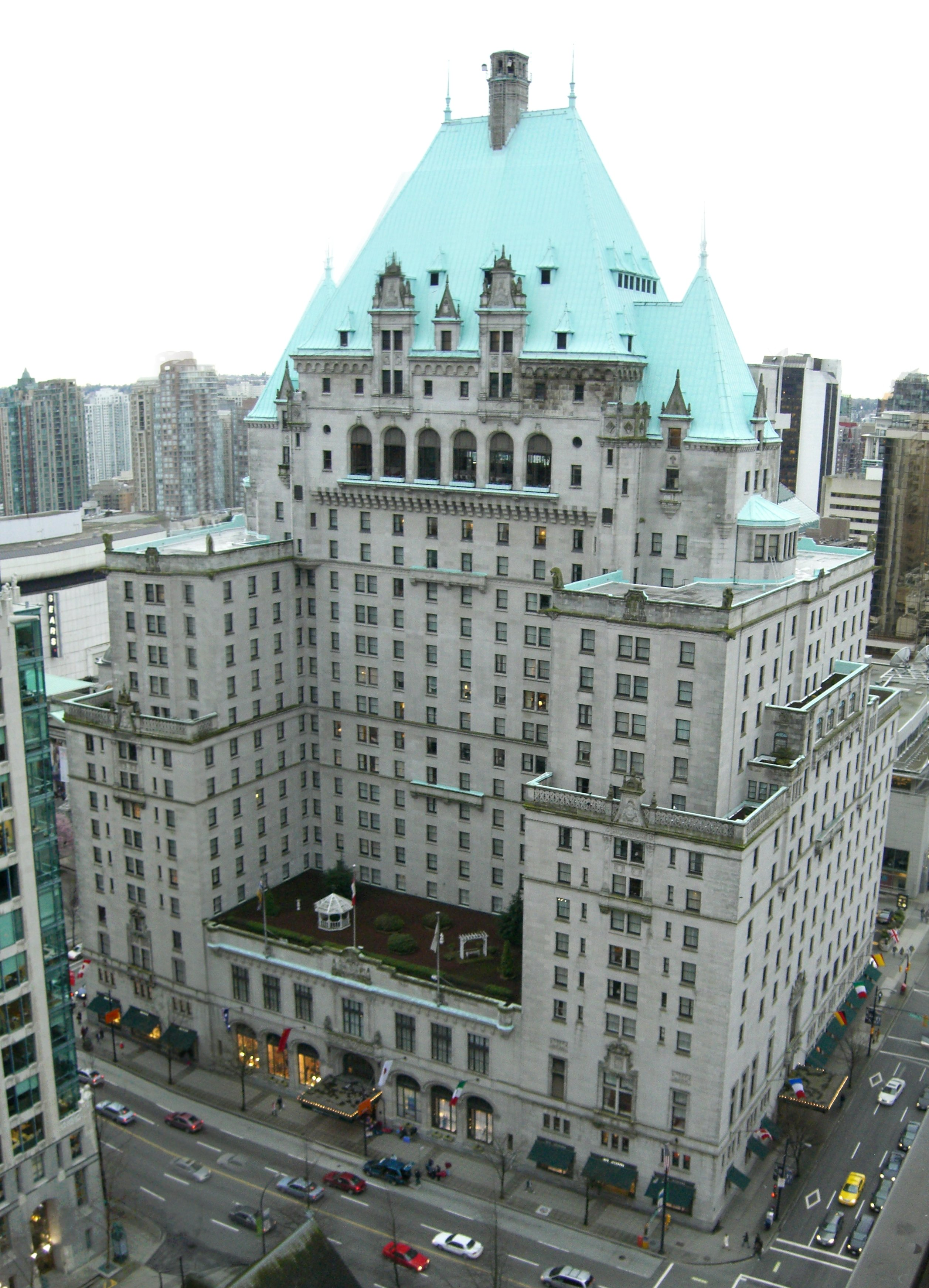
The Fairmont Hotel Vancouver

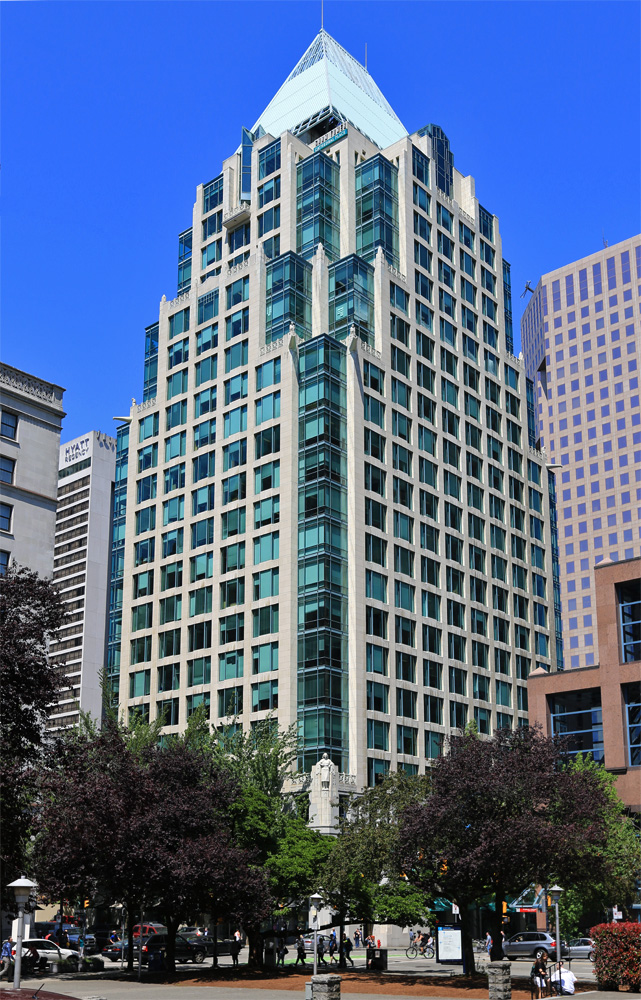
Cathedral Place

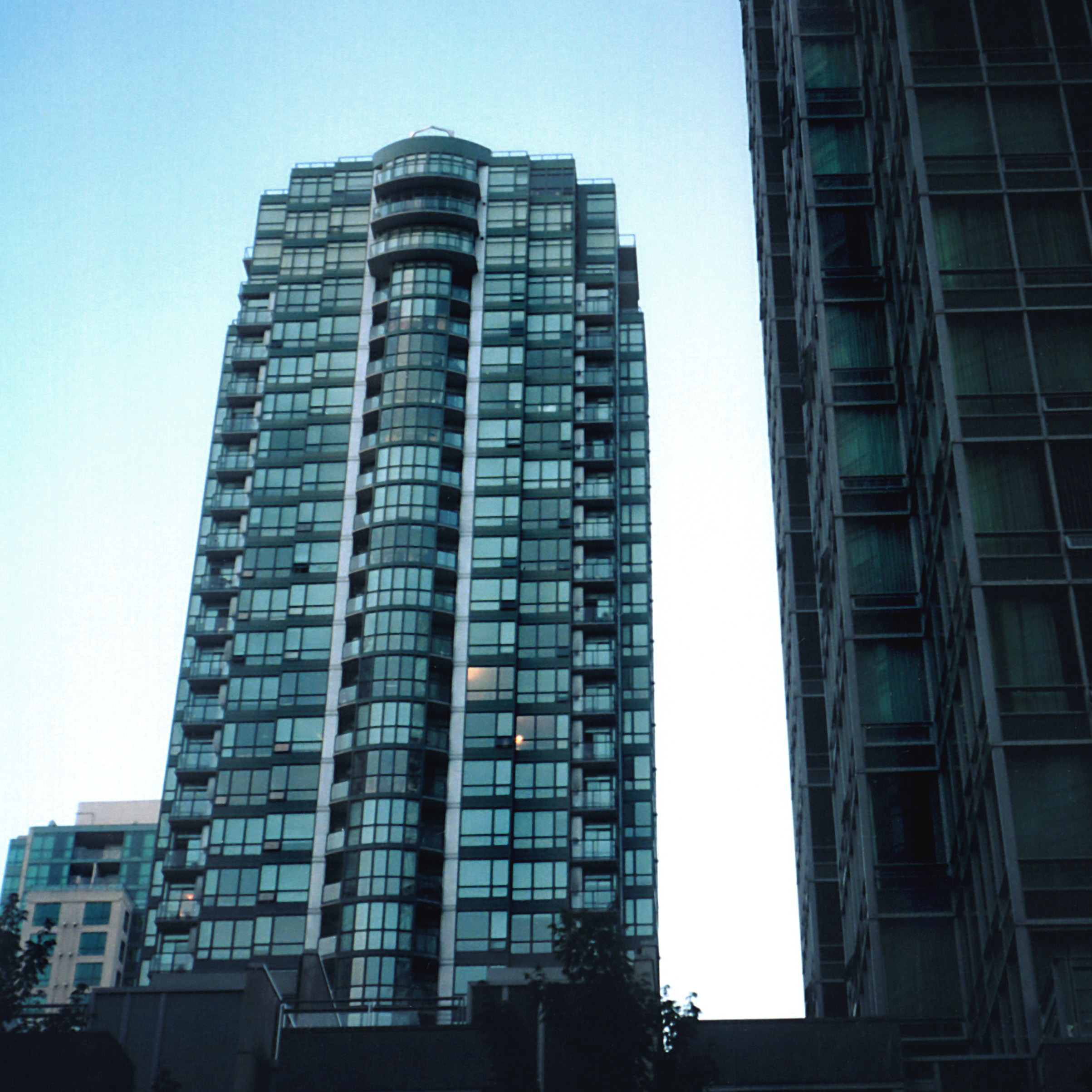
Venus (gratte-ciel)

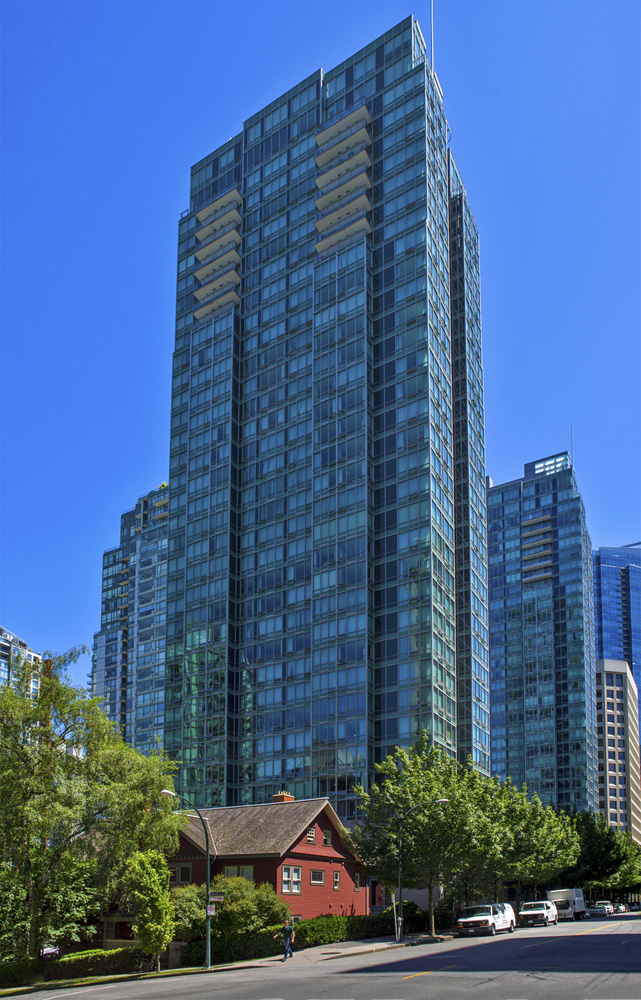
Residences on Georgia West Tower

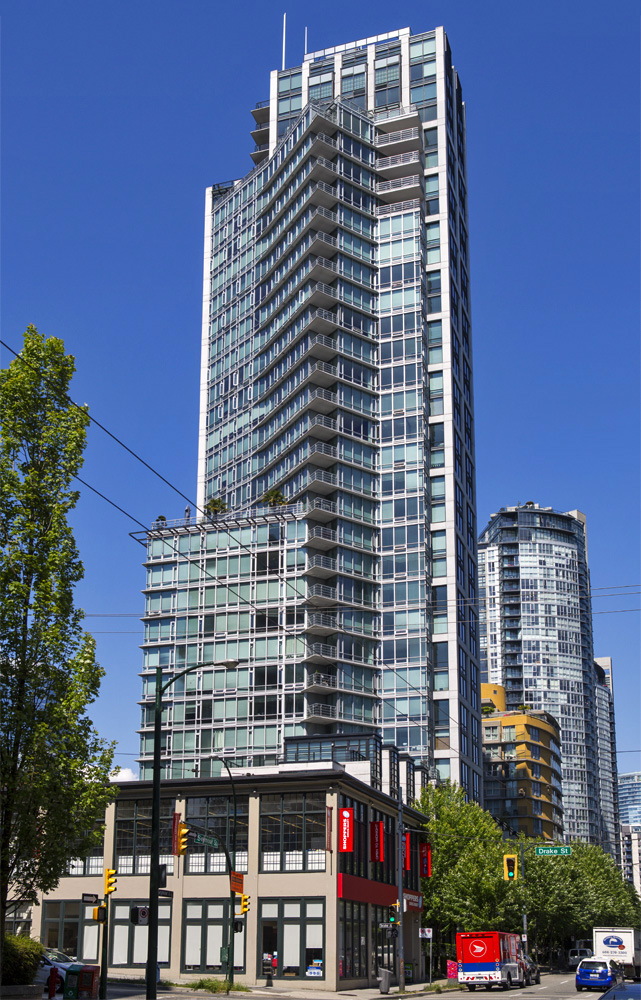
Elan (gratte-ciel)

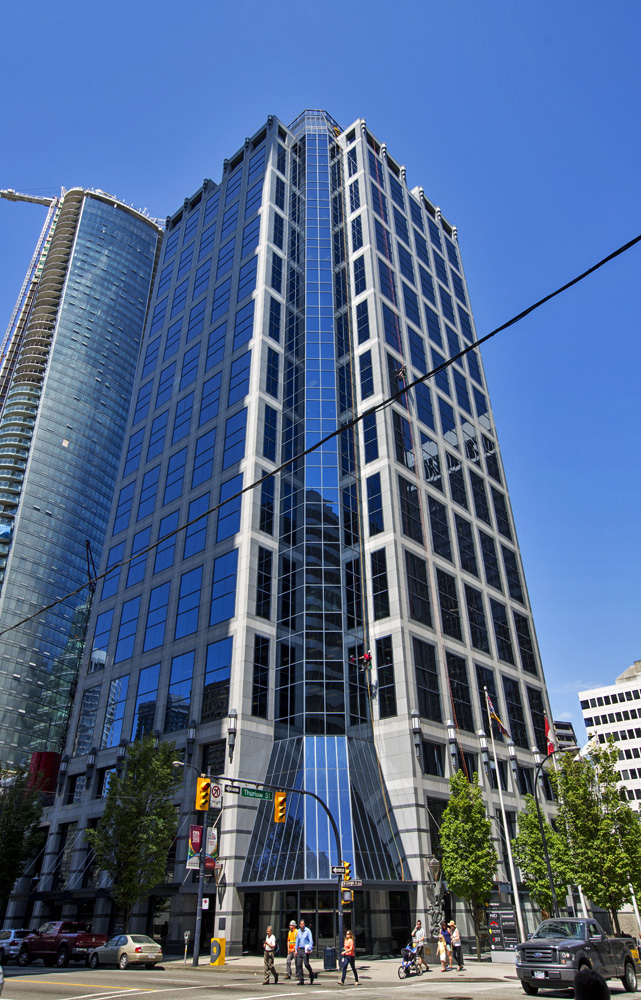
FortisBC Centre

| Rang | Nom                              | Municipalité    | Hauteur | Étages | Année |
| ---- | -------------------------------- | --------------- | ------- | ------ | ----- |
| 1    | Living Shangri-La                | Vancouver       | 201 m   | 62     | 2008  |
| 2    | Paradox Hotel Vancouver          | Vancouver       | 188 m   | 63     | 2016  |
| 3    | Altus                            | Burnaby         | 187 m   | 48     | 2016  |
| 4    | 3 Civic Plaza                    | Surrey          | 164 m   | 52     | 2018  |
| 5    | The Sovereign                    | Burnaby         | 156 m   | 45     | 2014  |
| 6    | Stratus                          | Burnaby         | 149 m   | 48     | 2015  |
| 7    | Metroplace                       | Burnaby         | 141 m   | 46     | 2014  |
| 8    | The Private Residences           | Vancouver       | 157 m   | 49     | 2012  |
| 9    | One Wall Centre                  | Vancouver       | 150 m   | 48     | 2001  |
| 10   | Shaw Tower                       | Vancouver       | 149 m   | 41     | 2004  |
| 11   | Harbour Centre                   | Vancouver       | 146 m   | 28     | 1977  |
| 12   | Sky Towers II                    | Surrey          | 145 m   | 40     | 2013  |
| 13   | Oasis (gratte-ciel)              | Coquitlam       |         | 38     | 2013  |
| 14   | MNP Tower                        | Coquitlam       | 143 m   | 35     | 2014  |
| 15   | 200 Granville Centre             | Vancouver       | 142 m   | 30     | 1973  |
| 16   | The Melville                     | Vancouver       | 141 m   | 43     | 2008  |
| 16   | Royal Centre                     | Vancouver       | 141 m   | 37     | 1973  |
| 18   | Bentall 5                        | Vancouver       | 140 m   | 34     | 2002  |
| 18   | Park Place                       | Vancouver       | 140 m   | 35     | 1984  |
| 18   | Fairmont Pacific Rim Hotel       | Vancouver       | 140 m   | 44     | 2009  |
| 21   | Granville Square                 | Vancouver       | 138 m   | 30     | 1973  |
| 21   | Four Bentall Centre              | Vancouver       | 138 m   | 35     | 1981  |
| 21   | Scotia Tower                     | Vancouver       | 138 m   | 35     | 1977  |
| 24   | Telus Garden Residential Tower   | Vancouver       | 136 m   | 46     | 2015  |
| 24   | MThree                           | Coquitlam       | 136 m   | 42     | 2016  |
| 26   | The Met 2                        | Burnaby         | 133 m   | 43     | 2017  |
| 26   | Sky Towers I                     | Surrey          | 133 m   | 36     | 2007  |
| 28   | Patina                           | Vancouver       | 127 m   | 42     | 2011  |
| 28   | Toronto Dominion Tower           | Vancouver       | 127 m   | 30     | 1972  |
| 30   | Capitol Residences               | Vancouver       | 126 m   | 42     | 2010  |
| 31   | The Charleson                    | Vancouver       | 125 m   | 42     | 2018  |
| 32   | The Mark                         | Vancouver       | 123 m   | 41     | 2013  |
| 33   | 3 Bentall Centre                 | Vancouver       | 122 m   | 32     | 1974  |
| 33   | Modello                          | Burnaby         | 122 m   | 37     | 2016  |
| 35   | W-43                             | Vancouver       | 121 m   | 40     | 2009  |
| 35   | Empire Landmark Hotel            | Vancouver       | 121 m   | 40     | 1973  |
| 37   | The Ritz Coal Harbour            | Vancouver       | 118 m   | 37     | 2008  |
| 38   | West One                         | Vancouver       | 117 m   | 38     | 2002  |
| 38   | Silver                           | Burnaby         | 117 m   | 38     | 2015  |
| 38   | Legacy Towers South              | Burnaby         | 117 m   | 30     | 2008  |
| 41   | Cathedral Place                  | Vancouver       | 116 m   | 23     | 1991  |
| 41   | Levo I                           | Coquitlam       | 116 m   | 38     | 2009  |
| 41   | Jameson House                    | Vancouver       | 116 m   | 38     | 2011  |
| 41   | Three Harbour Green              | Vancouver       | 116 m   | 32     | 2012  |
| 45   | Metrotower III                   | Burnaby         | 114 m   | 27     | 2014  |
| 45   | The Exchange                     | Vancouver       | 114 m   | 31     | 2017  |
| 47   | 1477 West Pender                 | Burnaby         | 113 m   | 36     | 2011  |
| 48   | M One                            | Coquitlam       |         | 30     | 2012  |
| 48   | Vantage                          | Burnaby         |         | 30     | 2013  |
| 50   | Central City (gratte-ciel)       | Surrey          | 112 m   | 26     | 2003  |
| 51   | The Fairmont Hotel Vancouver     | Vancouver       | 111 m   | 17     | 1939  |
| 51   | Metrotower II                    | Burnaby         | 111 m   | 30     | 1991  |
| 53   | Infinity                         | Surrey          | 110 m   | 36     | 2007  |
| 53   | Infinity 2                       | Surrey          | 110 m   | 36     | 2011  |
| 53   | Infinity 3                       | Surrey          | 110 m   | 36     | 2011  |
| 53   | Chancellor                       | Burnaby         | 110 m   | 37     | 2013  |
| 57   | Venus (gratte-ciel)              | Vancouver       | 109 m   | 34     | 2000  |
| 57   | Hyatt Regency Vancouver          | Vancouver       | 109 m   | 35     | 1973  |
| 57   | Centrepoint                      | Burnaby         | 109 m   | 35     | 2008  |
| 57   | Marriott Pinnacle Hotel          | Vancouver       | 109 m   | 35     | 2000  |
| 61   | Station Square Tower 1           | Burnaby         | 108 m   | 35     | 2016  |
| 62   | The Pinnacle (Vancouver)         | Vancouver       | 106 m   | 36     | 1996  |
| 62   | Callisto                         | Vancouver       | 106 m   | 35     | 2004  |
| 62   | GM Place Office Tower            | Vancouver       | 106 m   | 23     | 2014  |
| 62   | Dolce                            | Vancouver       | 106 m   | 31     | 2010  |
| 62   | Residences on Georgia West Tower | Vancouver       | 106 m   | 36     | 1998  |
| 67   | Two Harbour Green                | Vancouver       | 105 m   | 31     | 2008  |
| 67   | Alumni at University District    | Surrey          | 105 m   | 32     | 2016  |
| 69   | Perspectives                     | Burnaby         |         | 29     | 2010  |
| 70   | Metrotower I                     | Burnaby         | 104 m   | 28     | 1989  |
| 70   | 1177 West Hastings               | Vancouver       | 104 m   | 27     | 1968  |
| 70   | Oceanic Plaza                    | Vancouver       | 104 m   | 26     | 1977  |
| 70   | 1075 West Georgia                | Vancouver       | 104 m   | 27     | 1968  |
| 70   | Marinus                          | New Westminster | 104 m   | 36     | 2010  |
| 75   | Landmark 33                      | Vancouver       | 103 m   | 35     | 1998  |
| 75   | Quaywest Tower 1                 | Vancouver       | 103 m   | 35     | 2002  |
| 75   | Elan (gratte-ciel)               | Vancouver       | 103 m   | 34     | 2008  |
| 78   | Sheraton Wall Centre Hotel       | Vancouver       | 102 m   | 35     | 1994  |
| 78   | Grand Central 3                  | Coquitlam       | 102 m   | 37     | 2014  |
| 80   | FortisBC Centre                  | Vancouver       | 101 m   | 24     | 1992  |
| 80   | Paris Place                      | Vancouver       | 101 m   | 33     | 1995  |
| 82   | HSBC Building                    | Vancouver       | 100 m   | 23     | 1987  |
| 82   | Canaccord Tower                  | Vancouver       | 100 m   | 24     | 1981  |
| 82   | Coast Plaza Hotel & Suites       | Vancouver       | 100 m   | 32     | 1969  |
| 82   | Carmana Plaza                    | Vancouver       | 100 m   | 34     | 1999  |
| 82   | Guinness Tower                   | Vancouver       | 100 m   | 23     | 1969  |
| 82   | Emerald West                     | Vancouver       | 100 m   | 33     | 1990  |
| 82   | Classico                         | Vancouver       | 100 m   | 36     | 2003  |
| 28   | The Palisades                    | Vancouver       | 100 m   | 32     | 1996  |
| 82   | Escala                           | Vancouver       | 100 m   | 30     | 2002  |
| 82   | Espana 2                         | Vancouver       | 100 m   | 35     | 2009  |